# محمد بديع المفتي
محمد بديع المفتي (1181 - 1240 هـ / 1767 - 1824 م) هو أديب شاعر ، من أهل الموصل.
هو محمد بديع بن أمين آل ياسين زادة المفتي. مولده ووفاته بالموصل. له بعض القصائد جائت في كتاب «ديوان الموشحات الموصلية» للدليمي.